# シュテファニー・フローベルク
シュテファニー・フローベルク（ドイツ語: Stefanie Frohberg、1991年6月20日 - ）は、ドイツ出身の女性アイスダンス選手。パートナーはティム・ギーゼン、ウィリアム・バイアー。
2010-2011年シーズンISUグランプリシリーズに出場。

## 経歴
1991年ベルリン生まれ。1996年にスケートを始める。女子シングルの選手としてノービスクラスでは国際競技会にも出場する。2008-09年シーズンにドイツの第一人者ウィリアム・バイアーと組みアイスダンスに転向したが大きな競技会に出場には至らず、バイアーが妹クリスティーナとのカップルを再結成したためカップルを解消する。
2009年にティム・ギーゼンとのカップルでISUジュニアグランプリに参戦、5位、4位の成績を上げ、ドイツ選手権ではジュニアクラスで優勝、世界ジュニアフィギュアスケート選手権のドイツ代表となる。翌2010-11年シーズンにはISUグランプリシリーズ2大会に招待を受ける。

## 主な戦績
| 大会/年              | 2009-10 | 2010-11 |
| -------------------- | ------- | ------- |
| ドイツ選手権         | 1 J     | 2       |
| GP スケートカナダ    |         | 8       |
| GP スケートアメリカ  |         | 9       |
| フィンランディア杯   |         | 7       |
| 世界Jr.選手権        | 11      |         |
| JGPレークプラシッド  | 4       |         |
| JGP B.シュベルター杯 | 5       |         |
| モンブラン杯         | 2 J     |         |
| アイスチャレンジ     | 1 J     |         |
| ロマン記念           | 1 J     |         |

- J - ジュニアクラス

### 詳細
| 2010-2011 シーズン    |                                                        |         |         |          |
| 開催日                | 大会名                                                 | SD      | FD      | 結果     |
| 2011年1月7日 - 8日    | ドイツフィギュアスケート選手権（オーベルストドルフ）   | 2 50.72 | 3 72.80 | 2 122.82 |
| 2010年11月12日 - 14日 | ISUグランプリシリーズ スケートアメリカ（ポートランド） | 9 44.03 | 9 60.15 | 9 104.18 |
| 2010年10月29日 - 31日 | ISUグランプリシリーズ スケートカナダ（キングストン）   | 7 43.00 | 8 62.10 | 8 105.10 |
| 2010年10月8日 - 10日  | 2010年フィンランディア杯（ヴァンター）                 | 6 45.23 | 7 65.59 | 7 110.82 |

| 2009-2010 シーズン  |                                                                |         |          |          |           |
| 開催日              | 大会名                                                         | CD      | OD       | FD       | 結果      |
| 2010年3月9日-12日   | 2010年世界ジュニアフィギュアスケート選手権（ハーグ）           | 9 28.56 | 15 41.76 | 11 69.19 | 11 139.51 |
| 2010年2月3日-5日    | 2010年モンブラントロフィー ジュニアクラス （クールマイユール） | 2 30.51 | 2 44.39  | 2 66.14  | 2 141.04  |
| 2009年12月17日-19日 | ドイツフィギュアスケート選手権 ジュニアクラス （マンハイム）   | 1 31.01 | 1 47.18  | 1 77     | 1 155.19  |
| 2009年11月21日-22日 | 2009年パベルロマンメモリアル ジュニアクラス （オロモウツ）     | 1 29.41 | 1 44.32  | 2 66.48  | 1 140.21  |
| 2009年10月28日-29日 | 2009年アイスチャレンジ ジュニアクラス（グラーツ）              | 1 29.36 | 2 44.28  | 1 70.01  | 1 143.65  |
| 2009年10月2日-3日   | ISUジュニアグランプリ ブラオエン・シュベルター杯（ドレスデン） | 5 28.63 | 5 46.46  | 5 72.28  | 5 147.37  |
| 2009年9月3日-5日    | ISUジュニアグランプリ レークプラシッド（レークプラシッド）     | 7 27.8  | 5 44.54  | 3 71.63  | 4 143.97  |